# Blur: The Best of
Blur: The Best of é um álbum de grandes êxitos da banda britânica de rock Blur, lançado em 30 de outubro de 2000. O disco inclui dezessete dos vinte e três singles desde 1990 a 2000, bem como um disco com músicas gravadas ao vivo na Wembley Arena e a inédita "Music Is My Radar". O DVD/VHS contém os videoclipes dos primeiros vinte e dois singles da banda.
| Críticas profissionais                                                      | Críticas profissionais |
| Avaliações da crítica                                                       | Avaliações da crítica  |
| Fonte                                                                       | Avaliação              |
| --------------------------------------------------------------------------- | ---------------------- |
| Allmusic                                                                    | [ 1 ]                  |
| Drowned in Sound                                                            | [ 2 ]                  |
| Robert Christgau                                                            | (A-)                   |
| Pitchfork                                                                   | (8.6/10)               |
| Esta tabela precisa de ser acompanhada por texto em prosa. Consulte o guia. |                        |

## Faixas

### Disco 1
Todas as faixas escritas e compostas por Damon Albarn, Graham Coxon, Alex James e Dave Rowntree. 
| N.º | Título                                                                                   | Duração |  |
| 1.  | "Beetlebum" (Do álbum Blur, 1997)                                                        | 5:05    |  |
| 2.  | "Song 2" (Do álbum Blur, 1997)                                                           | 2:02    |  |
| 3.  | "There's No Other Way (Edit)" (Do álbum Leisure, 1991)                                   | 3:14    |  |
| 4.  | "The Universal" (Do álbum The Great Escape, 1995)                                        | 4:00    |  |
| 5.  | "Coffee & TV (Edit)" (Do álbum 13, 1999)                                                 | 5:18    |  |
| 6.  | "Parklife" (Do álbum Parklife, 1994)                                                     | 3:07    |  |
| 7.  | "End of a Century" (Do álbum Parklife, 1994)                                             | 2:47    |  |
| 8.  | "No Distance Left to Run" (Do álbum 13, 1999)                                            | 3:26    |  |
| 9.  | "Tender" (Do álbum 13, 1999)                                                             | 7:41    |  |
| 10. | "Girls & Boys (Edit)" (Do álbum Parklife, 1994)                                          | 4:18    |  |
| 11. | "Charmless Man" (Do álbum The Great Escape, 1995)                                        | 3:33    |  |
| 12. | "She's So High (Edit)" (Do álbum Leisure, 1991)                                          | 3:49    |  |
| 13. | "Country House" (Do álbum The Great Escape, 1995)                                        | 3:57    |  |
| 14. | "To the End (Edit)" (Do álbum Parklife, 1994)                                            | 3:51    |  |
| 15. | "On Your Own (Edit)" (Do álbum Blur, 1997)                                               | 4:27    |  |
| 16. | "This Is a Low" (Do álbum Parklife, 1994)                                                | 5:02    |  |
| 17. | "For Tomorrow (Visit To Primrose Hill Extended)" (Do álbum Modern Life Is Rubbish, 1993) | 6:02    |  |
| 18. | "Music Is My Radar" (Faixa nova)                                                         | 5:29    |  |

### Disco 2
1. "She's So High" – 5:24
2. "Girls & Boys" – 4:21
3. "To The End" – 4:08
4. "End of a Century" – 3:00
5. "Stereotypes" – 3:27
6. "Charmless Man" – 3:31
7. "Beetlebum" – 6:09
8. "M.O.R." – 3:09
9. "Tender" – 6:20
10. "No Distance Left to Run" – 4:09

### VHS/DVD
1. "She's So High"
2. "There's No Other Way"
3. "Bang"
4. "Popscene"
5. "For Tomorrow"
6. "Chemical World"
7. "Sunday Sunday"
8. "Girls & Boys"
9. "Parklife"
10. "End of a Century"
11. "To the End"
12. "Country House"
13. "The Universal"
14. "Stereotypes"
15. "Charmless Man"
16. "Song 2"
17. "On Your Own"
18. "M.O.R."
19. "Beetlebum"
20. "Tender"
21. "Coffee & TV"
22. "No Distance Left to Run"